# Voorjaarsoffensief (1975)
Het voorjaarsoffensief van 1975 (Vietnamees: chiến dịch Mùa Xuân 1975), in de officiële Vietnamese geschiedschrijving bekend als het Algemeen offensief en opstand in het voorjaar van 1975, ter volledige bevrijding van het Zuiden (Vietnamees: Tổng tiến công và nổi dậy mùa Xuân 1975, giải phóng hoàn toàn miền Nam), was het laatste Noord-Vietnamese offensief in de Vietnamoorlog, die leidde tot tot de capitulatie van Zuid-Vietnam. 
Na het aanvankelijke succes bij de verovering van de voormalige provincie Phước Long (in het hedendaagse Bình Phước), vergrootte het noordelijke Volksleger van Vietnam de schaal van het offensief en veroverde en bezette het tussen 10 en 18 maart de cruciale stad Buôn Ma Thuột in de Centrale Hooglanden. Deze operaties waren bedoeld om een springplank te creëren voor een algemeen offensief in 1976.

## Geschiedenis
Na het verlies van Buôn Ma Thuôt besefte het leiderschap van de Republiek Vietnam dat ze niet langer in staat was heel Zuid-Vietnam te verdedigen en beval ze een strategische terugtrekking van het Leger van de Republiek Vietnam uit de Centrale Hooglanden. Deze terugtrekking liep echter uit op een debacle toen grote aantallen burgervluchtelingen zich onder de militaire eenheden begaven, en de terugtocht onder Noord-Vietnamees vuur veranderde in een massale paniekvlucht langs het drietal hoofdwegen (QL19, LTL-7B en QL-21) die van de hooglanden naar de kust liepen. De situatie werd verergerd door verwarrende bevelen, een gebrek aan leiderschap en controle en de aanwezigheid van een goed geleide en gemotiveerde vijand, wat resulteerde in een complete nederlaag en de vernietiging van het grootste deel van de Zuid-Vietnamese strijdkrachten in de Centrale Hooglanden. Een soortgelijk fiasco deed zich voor in de noordelijke provincies van Zuid-Vietnam.
Verrast door de snelheid van de militaire ineenstorting, verplaatste Noord-Vietnam het grootste deel van zijn noordelijke strijdkrachten meer dan 560 kilometer naar het zuiden om de Zuid-Vietnamese hoofdstad Saigon op tijd te veroveren voor de viering van de verjaardag van wijlen president Hồ Chí Minh en de oorlog te beëindigen. Zuid-Vietnamese troepen hergroepeerden zich nabij de hoofdstad en verdedigden de belangrijkste logistieke knooppunten in Phan Rang en Xuân Lộc, maar het verlies aan politieke en militaire wil om de strijd voort te zetten werd steeds duidelijker. 
Onder politieke druk trad de Zuid-Vietnamese president Nguyễn Văn Thiệu op 21 april af, in de hoop dat een nieuwe leider die meer benaderbaar was voor de Noord-Vietnamezen de onderhandelingen met hen zou kunnen heropenen. Het was echter te laat. Het Mekongdeltagebied ten zuidwesten van Saigon bleef ondertussen relatief stabiel en regeringstroepen daar verhinderden agressief dat eenheden van het Nationaal Bevrijdingsfront provinciale hoofdsteden overnamen. Terwijl de voorhoede van het Noord-Vietnamese Volksleger Saigon al binnentrok, capituleerde de Zuid-Vietnamese regering, toen onder leiding van Dương Văn Minh, op 30 april 1975.

## Afbeeldingen

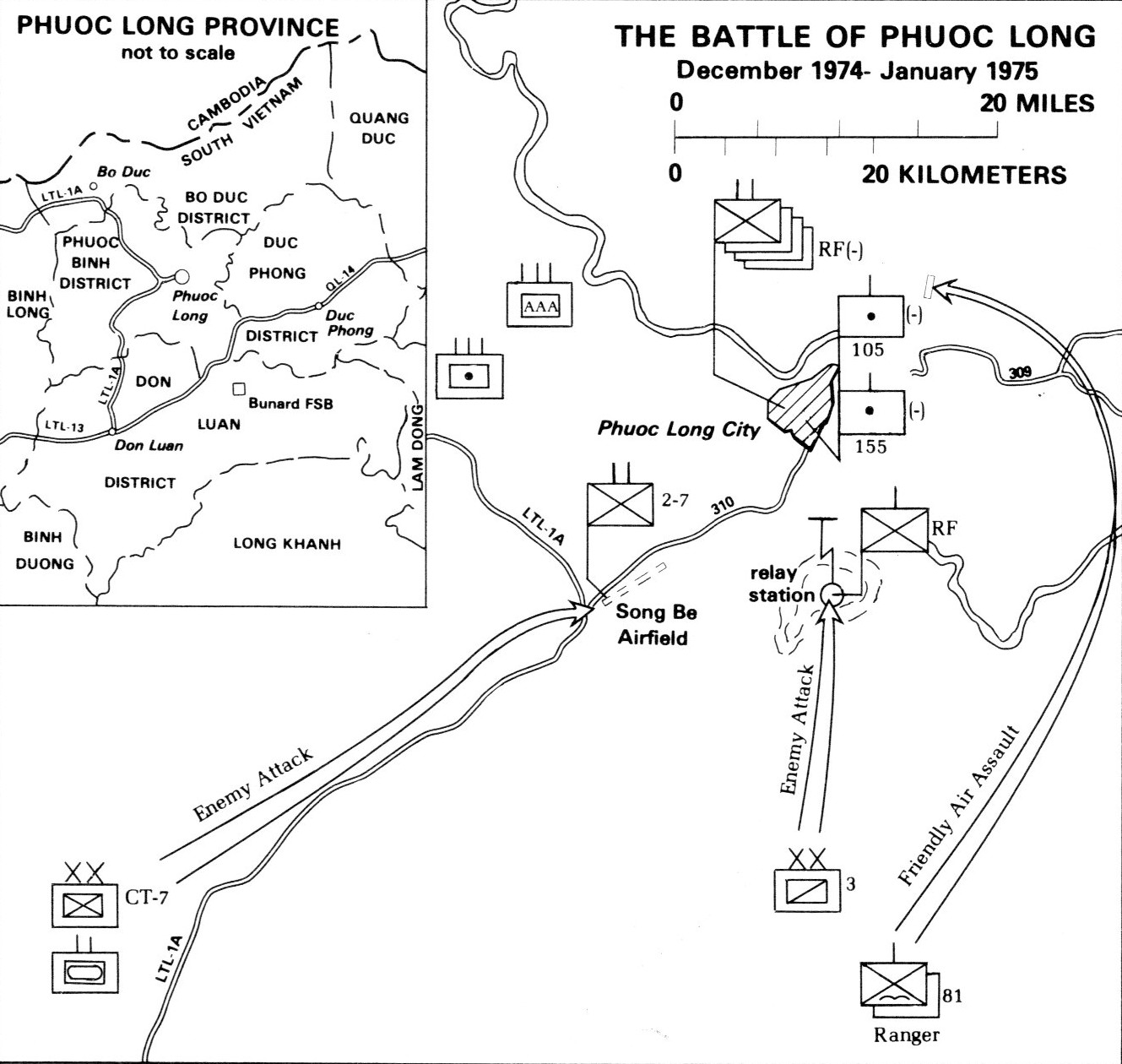
De slag om Phước Long (12 december 1974 – 6 januari 1975)
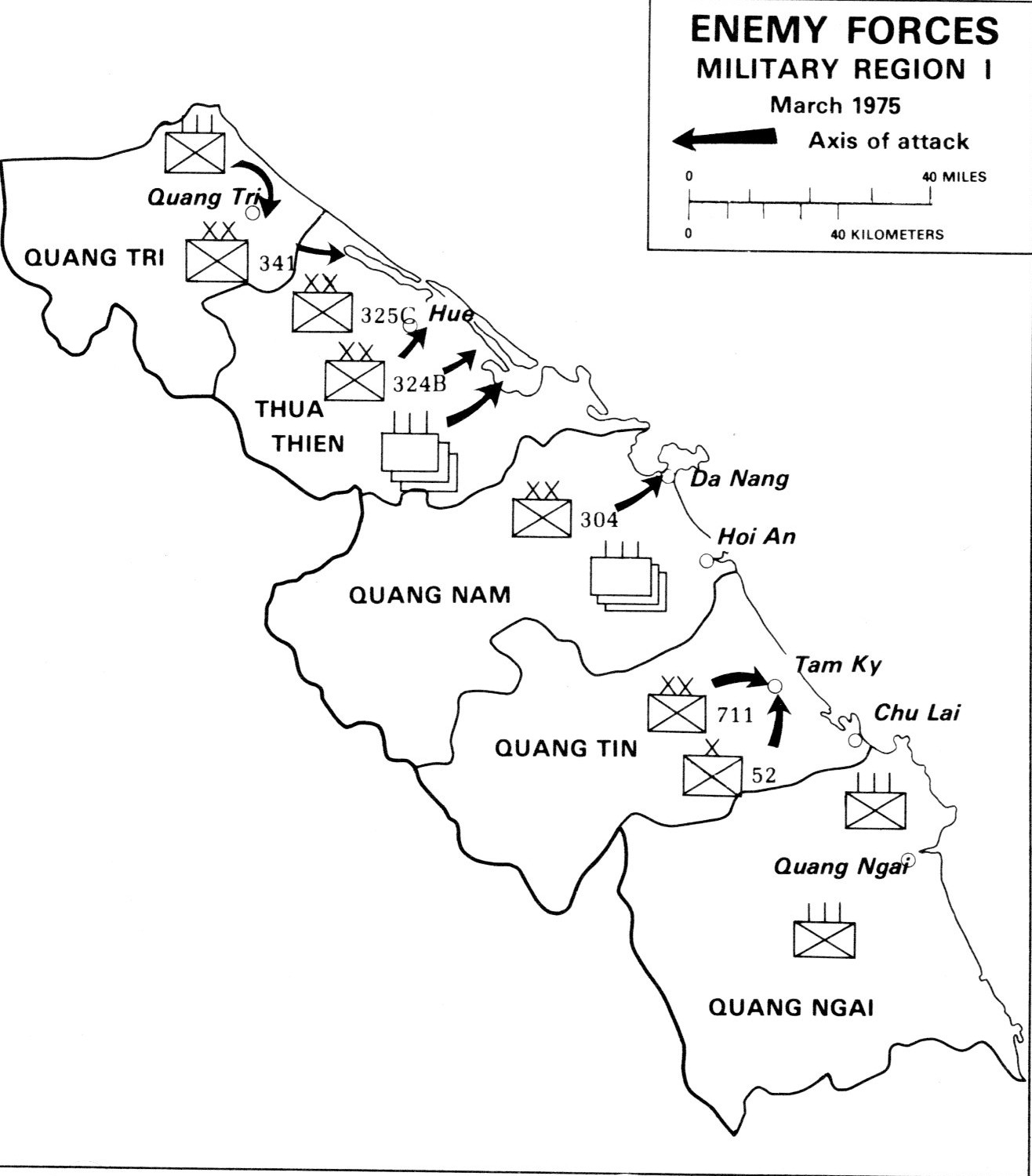
Noord-Vietnamese bewegingen in de noordelijke provincies van Zuid-Vietnam (maart 1975)
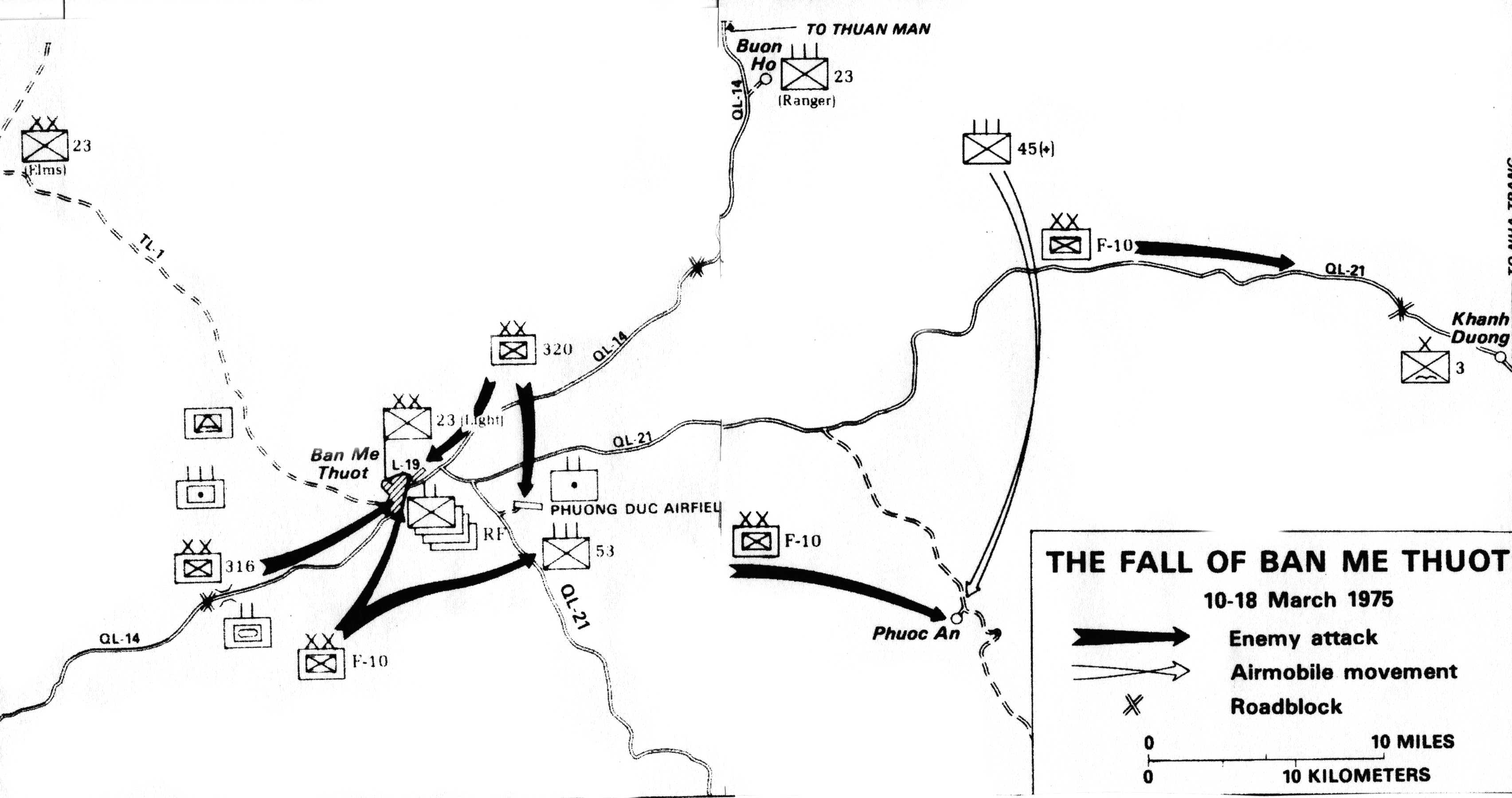
De val van Buôn Ma Thuột (10–18 maart 1975)
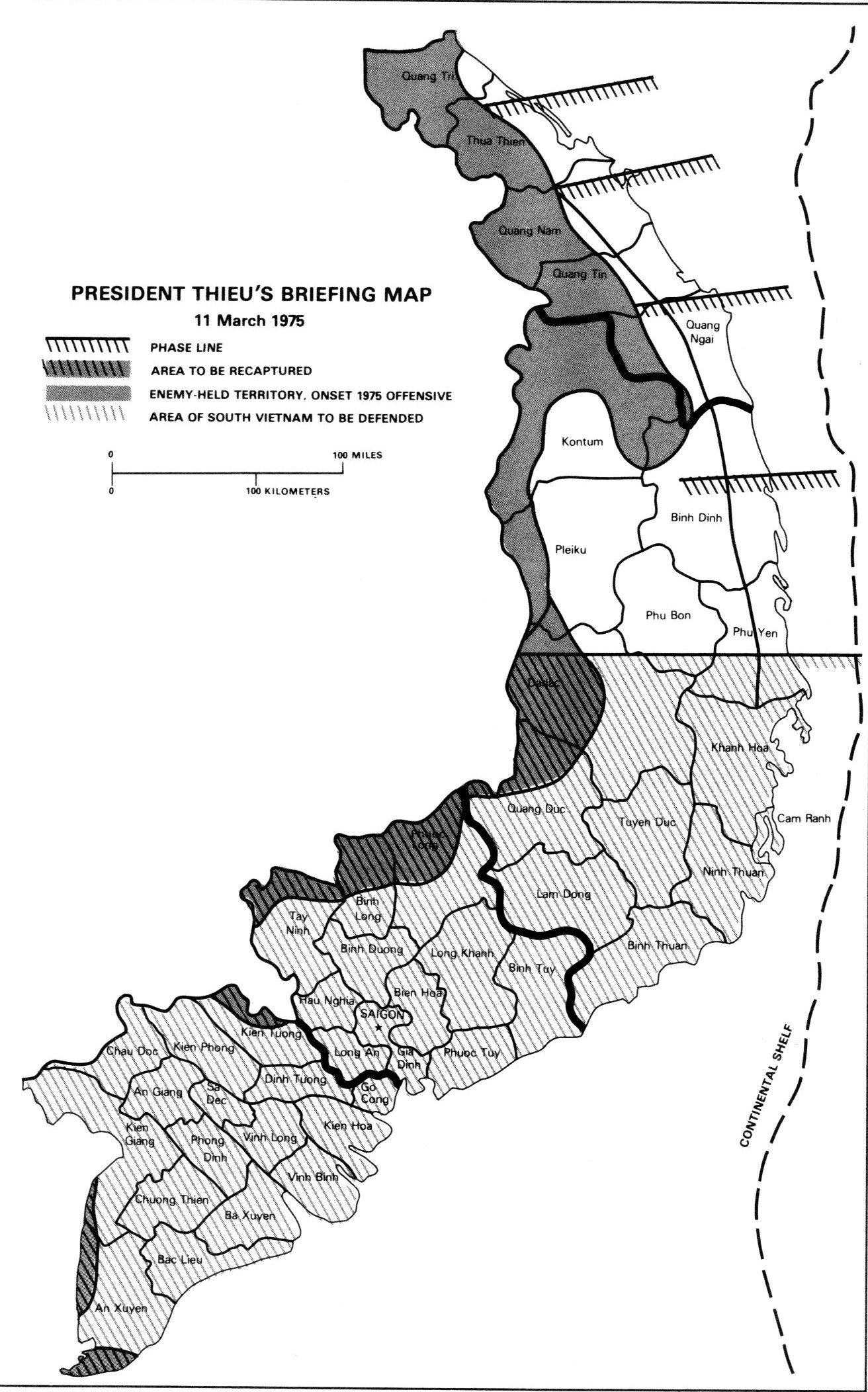
Het plan voor de strategische terugtrekking uit noordelijk Zuid-Vietnam (11 maart 1975)
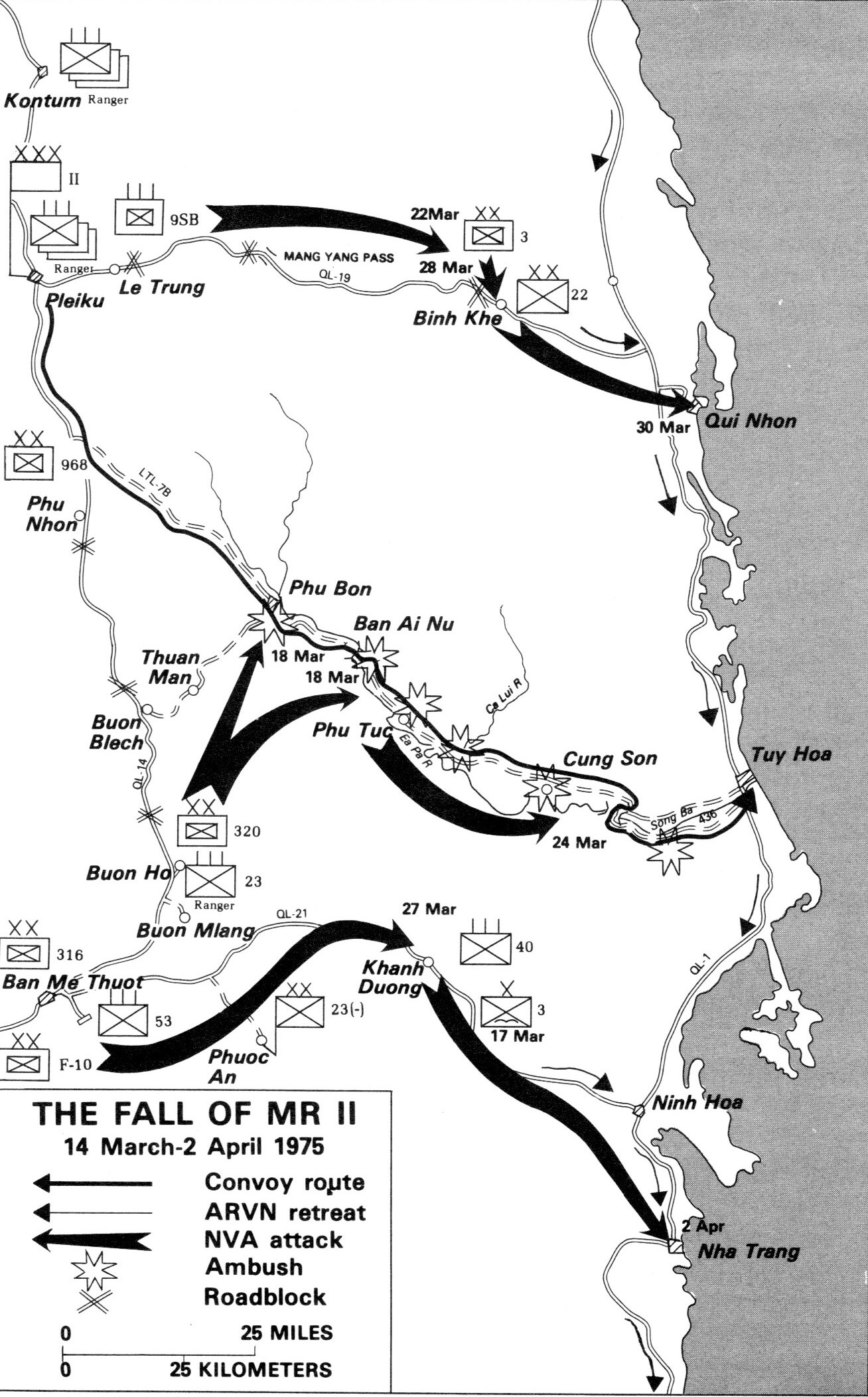
De aftocht uit de Centrale Hooglanden (14 maart – 2 april 1975)
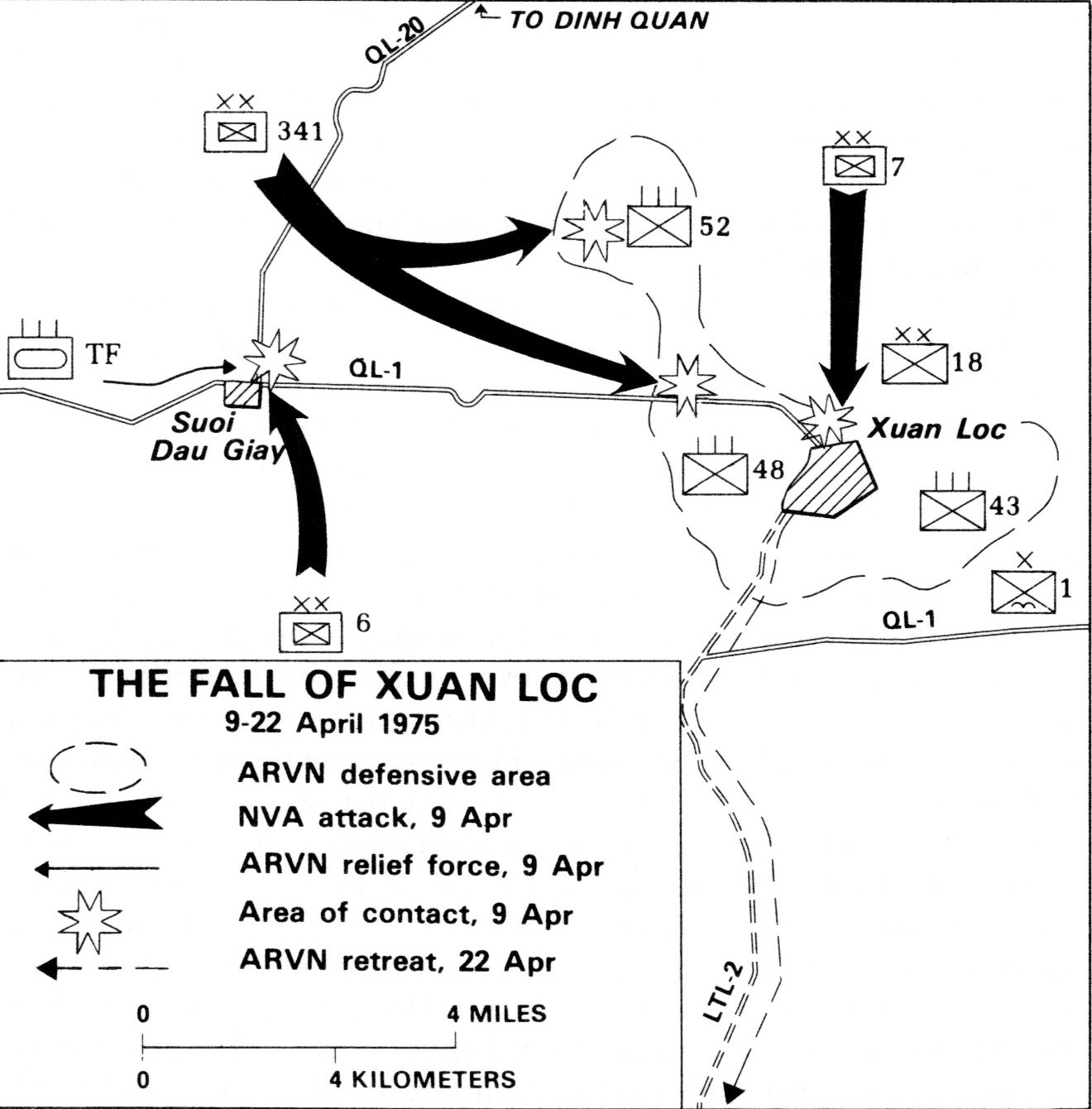
De val van Xuân Lộc (9–22 april 1975)
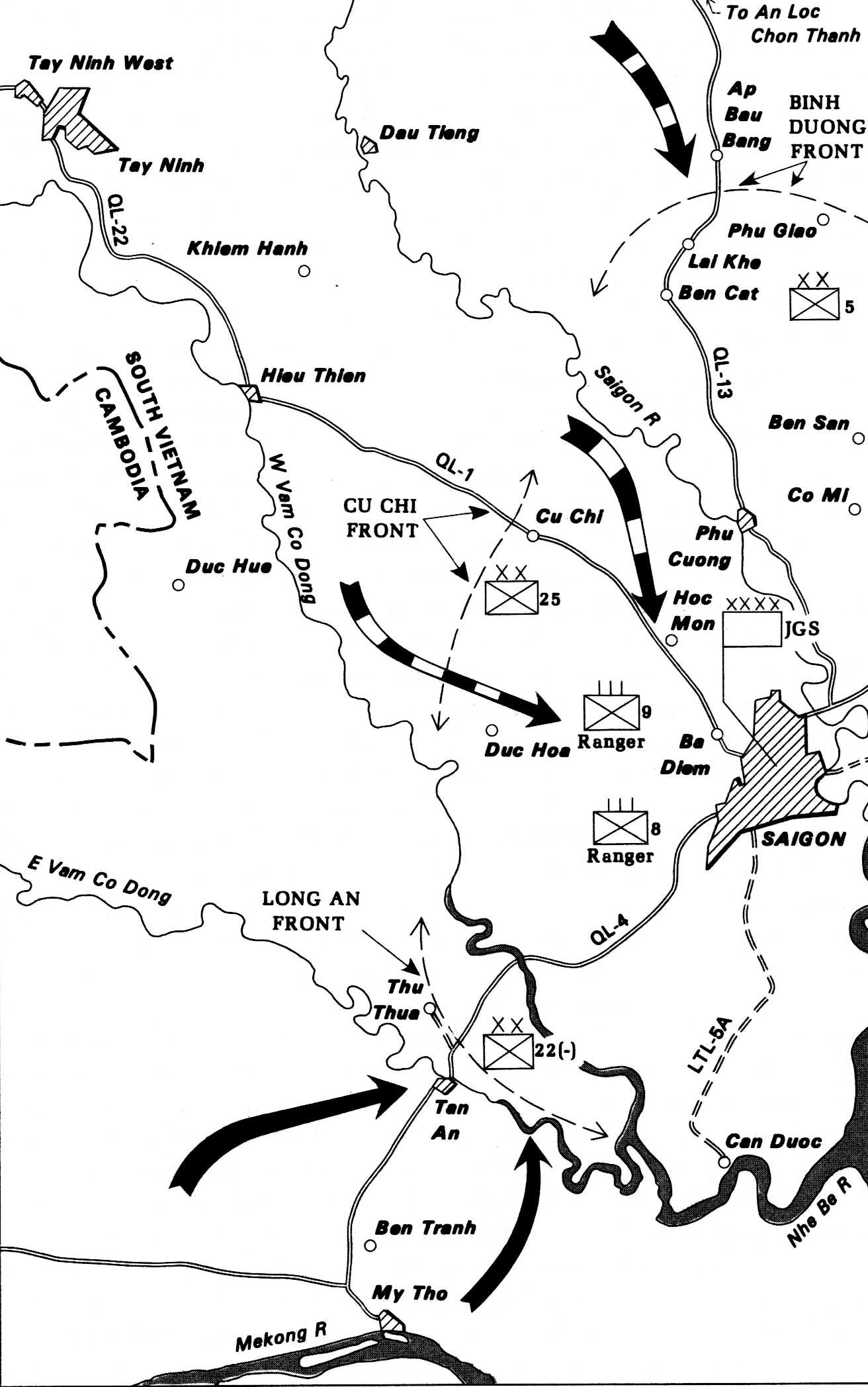
De val van Saigon (25–29 april 1975)
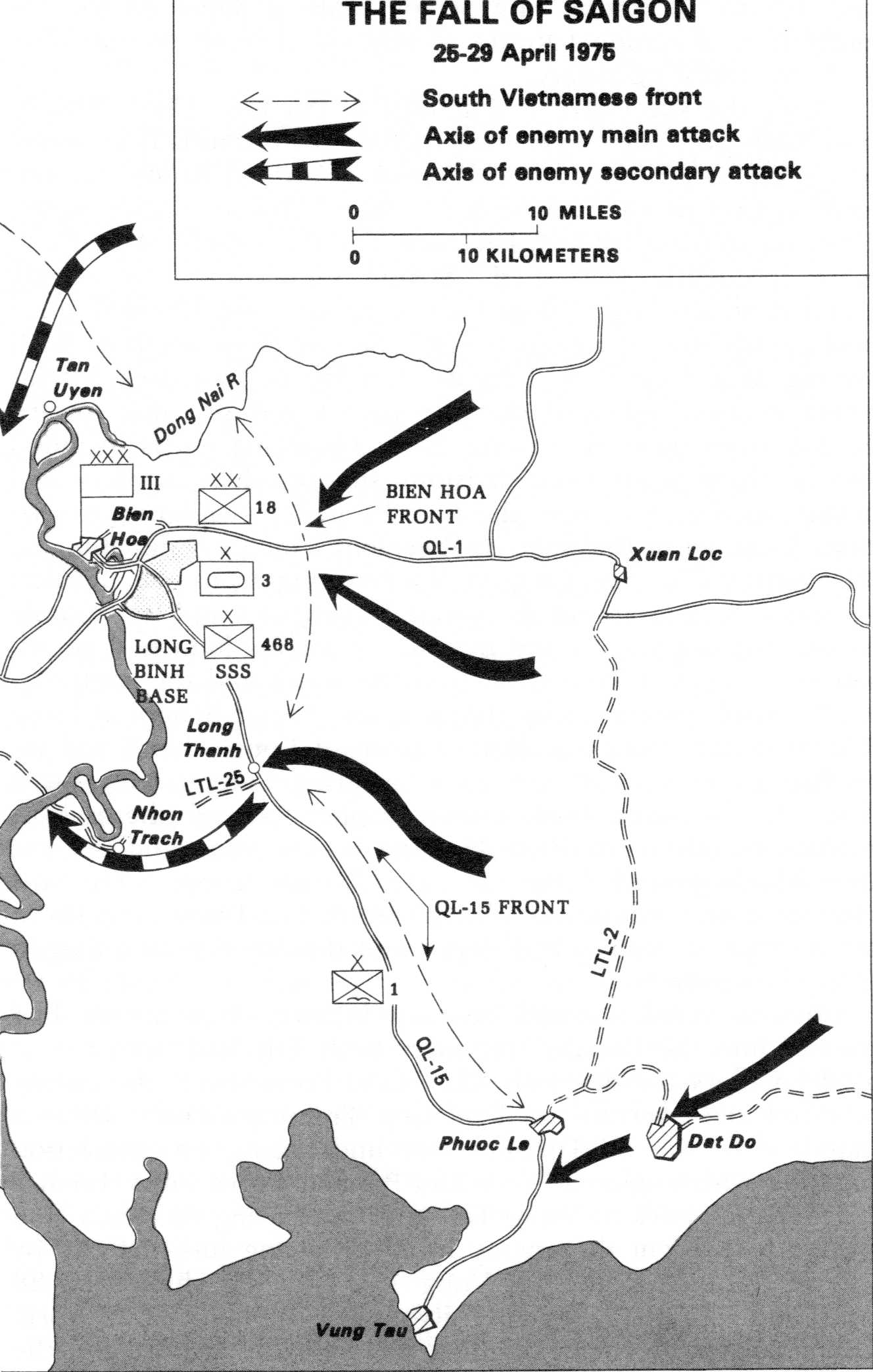
De val van Saigon, detail